# Pelatantheria
Pelatantheria là một chi thực vật có hoa trong họ Orchidaceae.